# نادي الإعتماد
نادي الاعتماد السعودي، هو أحد أندية الدرجة الثالثة بمنطقة الرياض في محافظة روضة سدير تأسس عام 1401 هـ من ضمن ادارات الرؤساء الاستاذ عبدالرحمن مسلم المسلم و الاستاذ عبدالله ابراهيم البخيت و الاستاذ احمد عبدالعزيز البرية اما الرئيس الحالي للنادي الاستاذ محمد سليمان الجنيح ومن ضمن الداعمين للنادي الأستاذ عبدالله ابراهيم الدامغ .

## تشكيلة الفريق الحالية
ملاحظة: تشير الأعلام إلى المنتخب الوطني على النحو المحدد في قواعد الأهلية للفيفا. قد يحمل اللاعبون أكثر من جنسية واحدة غير تابعة للفيفا.
| الرقم | البلد    | المركز | اللاعب             |
| ----- | -------- | ------ | ------------------ |
| --    | السعودية | حارس   | عاصم الشايع        |
| --    | السعودية | حارس   | راشد الموينع       |
| --    | السعودية | حارس   | وليد الغانم        |
| --    | السعودية | مدافع  | أحمد شتيفي         |
| --    | السعودية | مدافع  | ضاري الظفيري       |
| --    | السعودية | مدافع  | راضي المطيري       |
| --    | السعودية | مدافع  | علي الطرقي         |
| --    | تونس     | مدافع  | اسكندر عمر         |
| --    | السعودية | مدافع  | خالد المطيري       |
| --    | السعودية | مدافع  | تركي اليامي        |
| --    | السعودية | مدافع  | عبد الله عسيري     |
| --    | السعودية | مدافع  | عبد المحسن عسيري   |
| --    | السعودية | وسط    | عبد المجيد السلمان |

| الرقم | البلد     | المركز | اللاعب              |
| ----- | --------- | ------ | ------------------- |
| --    | السعودية  | وسط    | عبد المحسن الماجد   |
| --    | السعودية  | وسط    | أحمد المنتشري       |
| --    | السعودية  | وسط    | خالد الصاعدي        |
| --    | السعودية  | وسط    | محمد الشمراني       |
| --    | السعودية  | وسط    | تركي العبدلي        |
| --    | السعودية  | وسط    | يوسف الشمري         |
| --    | السعودية  | وسط    | عبد الرحمن المطيري  |
| --    | السعودية  | مهاجم  | عبد العزيز المرداسي |
| --    | السعودية  | مهاجم  | فيصل الجبري         |
| --    | موريتانيا | مهاجم  | فودي تراوري         |
| --    | تونس      | مهاجم  | سليم المزليني       |
| --    | السعودية  | مهاجم  | فيصل الصلبي         |

## إنجازات النادي
- حقق النادي بطولة المنطقة في كرة القدم للدرجة الأولى في عامي 1405هـ، 1406هـ
- حقق النادي بطولة المنطقة في كرة القدم شباب عامي 1405هـ، 1406هـ وثالث المنطقة الوسطى عام 1406هـ، وحصل على الميدالية البرونزية
- حقق بطولة المنطقة في كرة القدم ناشئين أعوام 1408هـ، 1409هـ، 1411هـ، وكان ترتيبه الرابع على المنطقة الوسطى عام 1408هـ، وبطولات التنس الأرضي عام 1410هـ،1411هـ، وبطولة الدراجات عام 1410هـ، وفي درجة الشباب عام 1411هـ
- حاز على كأس القصة القصيرة والمقال الأدبي على مستوى أندية سدير في الأعوام 1406هـ، 1407هـ،1408هـ
- حاز على كأس القصة القصيرة على مستوى أندية المملكة عام 1408هـ.[1]

## انظر ايضاً
- روضة سدير
- نادي الهلال

- قائمة أندية كرة القدم في السعودية